# BAE Systems Phoenix

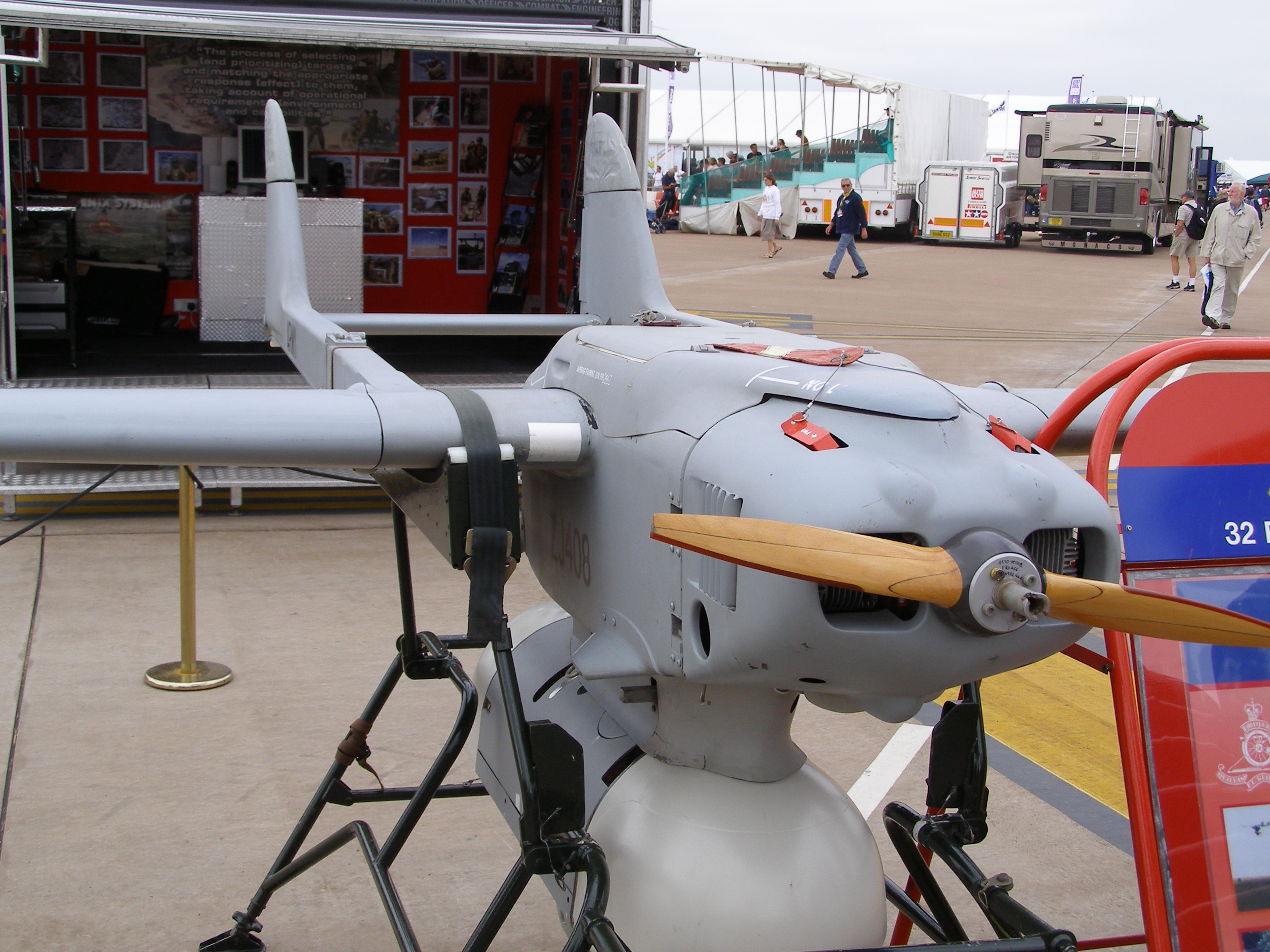
BAE Systems Phoenix

BAE Systems Phoenix – taktyczny, bezzałogowy aparat latający (UAV – ang. Unmanned Aerial Vehicle), przeznaczony do rozpoznawania celów dla artylerii, opracowany przez angielską firmę GEC Marconi (obecnie BAE Systems) na zlecenie brytyjskiego ministerstwa obrony na początku lat 80. XX wieku.

## Historia
Doświadczenia Brytyjskiej Armii w używaniu bezzałogowych aparatów latających (nie wliczając w to bezzałogowych celów latających) sięgają roku 1964, kiedy to wprowadzono do służby w jednostce 94 Locating Regiment Royal Artillery amerykański aparat MQM-57 Falconer. W 1971 roku na wyposażenie brytyjskiej armii trafił Canadair CL-89. Aparat używany był podczas I wojny w Zatoce Perskiej w 1991 roku, gdzie był na wyposażeniu brytyjskiego 32 regimentu artylerii ciężkiej. System nie pozwalał na przekazywanie zebranych danych w czasie rzeczywistym, co na dynamicznym polu walki stanowiło wadę. Zebrany materiał mógł dość szybko ulec dezaktualizacji, czyniąc go bezwartościowym. Zdając sobie sprawę z sytuacji, na początku lat 80. XX wieku armia brytyjska ogłosiła zapotrzebowanie na bezzałogowy aparat latający będący elementem systemu BATES (Battlefield Artillery Targeting Engagement System) – nowego systemu lokalizacji i identyfikacji celów dla własnych jednostek artyleryjskich. Nowy system miał być zdolny do prowadzenia rozpoznania w dzień i w nocy oraz przekazywania zabranego materiału na żywo do systemu BATES. Głównym odbiorcą pozyskanych w ten sposób danych miały być jednostki wyposażone w wyrzutnie M270 MLRS, które miały się pojawić w brytyjskiej armii w połowie lat 80. Szczegółowe wymagania techniczne, opublikowane pod sygnaturą GSR 3486, zakładały dodatkowo przekazywanie obrazu na żywo do stacji kontroli oraz zmiany celu misji w trakcie jej trwania. Odpowiedzią firmy GEC Marconi był bezpilotowy samolot Phoenix. Oblot prototypu miał miejsce w 1986 roku, jednak system został przyjęty na uzbrojenie armii brytyjskiej dopiero na wiosnę 1999 roku. Tak długi okres, jaki upłynął od pierwszego startu aż do wejścia na uzbrojenie, związany był z dużymi problemami technicznymi projektu, który nie spełniał oczekiwanych wymagań.

## Konstrukcja
Phoenix to dwubelkowy samolot z centralnie położonym kadłubem. Aparat zbudowany jest z kompozytów, kevlaru oraz włókien szklanych. Dwusuwowy silnik umieszczony jest w przedniej części kadłuba, napędzając drewniane, dwułopatowe śmigło ciągnące o stałym skoku. Pod kadłubem montowana jest gondola z aparaturą rozpoznawczą, w skład której wchodziła standardowa, stabilizowana dwuosiowo, głowica elektrooptyczna. BAE Systems TICM II (Thermal Imaging Common Module) kamera operująca w podczerwieni oraz kamera działająca w świetle dziennym. Phoenix startował z pneumatycznej lub hydraulicznej wyrzutni umieszczonej na samochodzie ciężarowym, lot wykonywany jest autonomicznie według wcześniej zaprogramowanej trasy z użyciem odbiornika GPS lub aparat może być sterowany ręcznie ze stanowiska kontroli umieszczonego na ziemi. Lądowanie następuje w wyznaczonej strefie przy użyciu spadochronu.

## Służba
Pierwszą i jedyną jednostką, która wyposażona była w Phoenixy, był 32nd Regiment Royal Artillery. Aparat brał udział w operacjach prowadzonych w Kosowie w ramach międzynarodowych sił KFOR w 1999 roku gdzie odbył się jego debiut operacyjny oraz w operacji Iraqi Freedom podczas II wojny w Zatoce Perskiej. Podczas działań w Iraku utracono 23 Phoenixy, a w trakcie misji w Kosowie – 13 z 27 wysłanych. Łącznie wyprodukowano 198 aparatów. Z powodu dużej zawodności, problemów występujących podczas eksploatacji, problemów logistycznych (wyrzutnia nie może być transportowana samolotami C-130 ani podwieszana pod śmigłowce Chinook, z powodu swoich rozmiarów i ciężaru), rozpoczęto starania o pozyskanie nowego aparatu bezpilotowego w ramach programu Watchkeeper. Następcą Phoenixa został Watchkeeper WK450, będący zmodyfikowanym według brytyjskich wymagań bezzałogowym samolotem Elbit Hermes 450.